# Losap Village
Losap Village är en ort i Mikronesiska federationen.   Den ligger i kommunen Losap Municipality och delstaten Chuuk, i den västra delen av landet, 600 km väster om huvudstaden Palikir. Losap Village ligger 15 meter över havet och antalet invånare är 448.
Terrängen runt Losap Village är mycket platt.  Losap Village är det största samhället i trakten. 